# Mikael Furugärde
Mikael Furugärde, född 14 juni 1968, är en svensk författare och musiker som sedan 1994 är bosatt i Stockholm.
Furugärde bildade bandet The Plan tillsammans med Theodor Jensen. Furugärde har utgivit två romaner på Norstedts förlag.